# 贝塞 (阿列日省)
贝塞（法語：Besset）是法国阿列日省的一个市镇，属于帕米耶区（Pamiers）米尔普瓦县（Mirepoix）。该市镇2009年时的人口为164人。

## 人口
贝塞人口变化图示
| 数据来源：INSEE |